# Achpradzor
Achpradzor – wieś w Armenii, w prowincji Gegharkunik. W 2011 roku liczyła 355 mieszkańców.